# Igor Łasicki
Igor Michał Łasicki (Wałbrzych, Voivodato de Baja Silesia, Polonia, 26 de junio de 1995) es un futbolista polaco que juega de defensa en el Wisła Cracovia de la I Liga de Polonia.

## Trayectoria
Łasicki se formó en las categorías inferiores de Górnik Boguszów-Gorce, Górnik Wałbrzych y Zagłębie Lubin. En el 2012 el Zagłębie Lubin lo cedió a préstamo al Napoli italiano, donde fue incorporado a las categorías inferiores del club. Con el Napoli compitió en la Liga Juvenil de la UEFA, marcando un gol contra el Real Madrid en los cuartos de final. El 18 de mayo de 2014 se produjo su debut en la Serie A con el primer equipo, en un partido ante el Hellas Verona (5-1 para el Napoli); entró en el minuto 78 en lugar de Jorginho.
El 1 de julio siguiente fue adquirido por la entidad napolitana; el 19 del mismo mes fue cedido a préstamo al Gubbio de la Lega Pro (tercer nivel del fútbol italiano), donde jugó 31 partidos y marcó 1 gol. El 28 de julio de 2015 fue cedido al Maceratese, en la misma división (6 presencias), y en el enero siguiente, al Rimini (8 presencias). El 27 de enero de 2017 fue cedido al Carpi de la Serie B (4 presencias). El 9 de julio del mismo año se produjo su cesión al Wisła Płock de la máxima división polaca, volviendo así Łasicki a su país natal. Tras quedarse dos temporadas en este club, el 3 de julio de 2019 fichó por el Pogoń Szczecin. El 15 de junio de 2022 se hizo oficial su fichaje por el Wisła Cracovia, firmando por un año con opción de ampliar su contrato con el club decano del fútbol polaco una temporada más.

## Selección nacional
Ha sido internacional con las categorías inferiores de la selección de fútbol de Polonia.

## Clubes
| Club                      | País    | Año       |
| ------------------------- | ------- | --------- |
| S. S. C. Napoli           | Italia  | 2014      |
| A. S. Gubbio (cedido)     | Italia  | 2014-2015 |
| S. S. Maceratese (cedido) | Italia  | 2015-2016 |
| Rimini F. C. (cedido)     | Italia  | 2016      |
| S. S. C. Napoli           | Italia  | 2016-2017 |
| Carpi F. C. (cedido)      | Italia  | 2017      |
| Wisła Płock (cedido)      | Polonia | 2017-2019 |
| Pogoń Szczecin            | Polonia | 2019-2022 |
| Wisła Cracovia            | Polonia | 2022-     |

## Palmarés

### Títulos nacionales
| Título          | Club           | País    | Año  |
| --------------- | -------------- | ------- | ---- |
| Copa de Polonia | Wisła Cracovia | Polonia | 2024 |